# Ancien palais épiscopal d'Avranches
L'ancien palais épiscopal, résidence des évêques d'Avranches, et qui abrite aujourd'hui le tribunal d'instance, est un bâtiment qui se dresse sur la commune française d'Avranches dans le département de la Manche, en région Normandie.
C'est de nos jours le tribunal d'instance.

## Localisation
Le palais épiscopal est situé dans le centre-ville ancien, près du site où était implantée la cathédrale Saint-André d'Avranches, dans le département français de la Manche.

## Historique

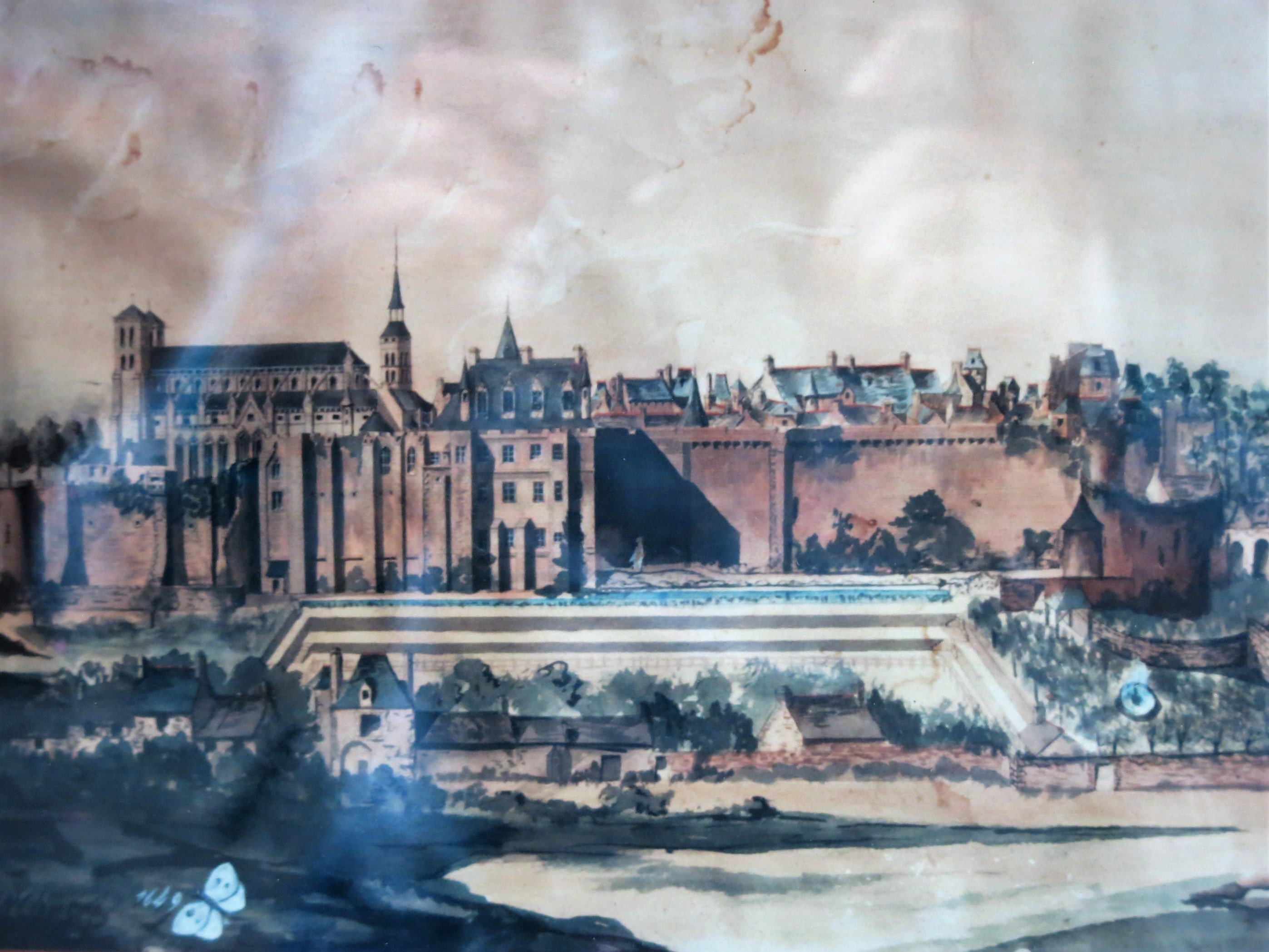
La cité d'Avranches, vers 1649, avec ses remparts, la cathédrale romane et le palais épiscopal.

Le palais épiscopal fut détruit par un incendie en 1422 ou 1423. À la fin du XVe siècle, Louis de Bourbon-Vendôme (évêque d'Avranches) le reconstruit sur le rempart.
Les évêques d'Avranches y résidèrent jusqu'en 1790. En 1899, il fut incendié ; les murs ayant été sauvés, il fut reconstruit.

## Description
Il subsiste encore de l'ancien palais des parties romanes. Son élévation nous est connue par le tableau de Papillon.